# غيدروتورف (نيزنيج نوفغورود)
غيدروتورف (بالروسية: Гидроторф) هي مدينة في مقاطعة نيجني نوفغورود أوبلاست في روسيا.
السكان
7,557 (إحصاء 2010)،
7,670 (إحصاء 2002)،
7,622 (إحصاء 1989).